# Ranunculus hyperboreus
Ranunculus hyperboreus Rottb. – gatunek rośliny z rodziny jaskrowatych (Ranunculaceae Juss.). Występuje naturalnie w Kanadzie, Stanach Zjednoczonych (tylko w Górach Skalistych i na Alasce), na Grenlandii, Islandii, Wyspach Owczych, Spitsbergenie, Półwyspie Skandynawskim oraz w północnej części Syberii. 

## Morfologia
PokrójBylina wodna.
LiścieSą trójdzielne. Mają nerkowaty kształt. Mierzą 0,5–1,5 cm długości oraz 0,5–2 cm szerokości. Nasada liścia ma kształt od tępego do sercowatego.
KwiatyMają 3–4 eliptyczne działki kielicha, które dorastają do 2–4 mm długości. Mają 3–4 owalne i żółte płatki o długości 2–4 mm.
OwoceNagie niełupki o długości 1 mm. Tworzą owoc zbiorowy – wieloniełupkę o kulistym kształcie i dorastającą do 2–5 mm długości.

## Biologia i ekologia
Rośnie na morenach i terenach skalistych w tundrze i tajdze. Występuje na wysokości do 3400 m n.p.m. Kwitnie od czerwca do sierpnia. 

## Zmienność
W obrębie tego gatunku wyróżniono jedną odmianę:
- Ranunculus hyperboreus var. intertextus (Greene) B. Boivin